# 萨卢斯蒂亚诺

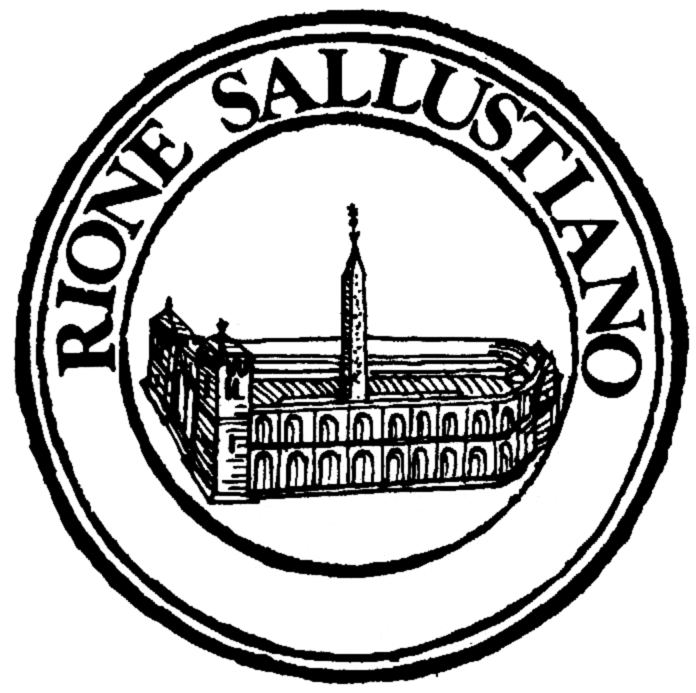
区徽

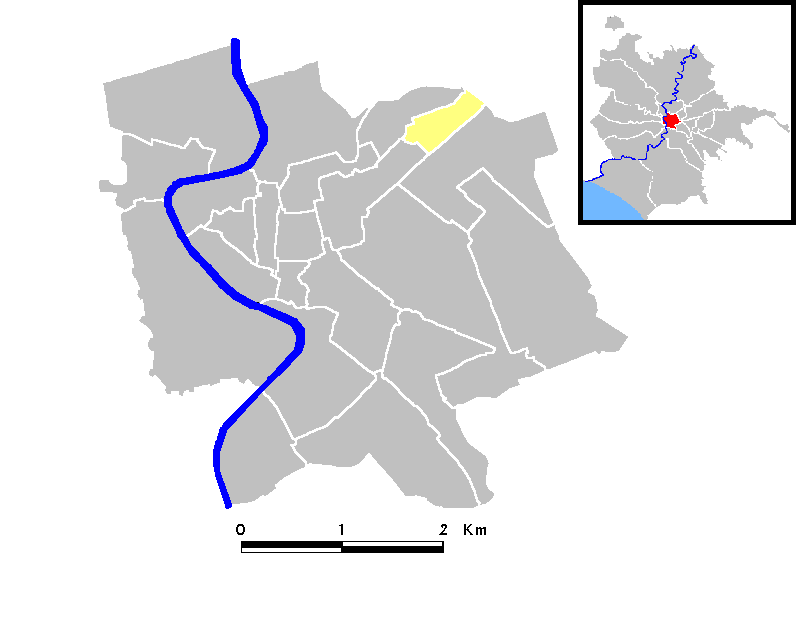
位置

萨卢斯蒂亚诺（Sallustiano）是罗马市的第十七区。它得名于古代位于此处的萨卢斯特花园。
该区拥有九月二十日街等主要街道，以及胜利之后圣母堂等教堂。

胜利之后圣母堂

41°54′29″N 12°27′57″E / 41.908078°N 12.465706°E